# じっく
じっく（英: SIC）は、サンミュージックプロダクションに所属するお笑い芸人で構成する日本のアイドルユニットである。

## 概要
命名の由来は、同事務所のアイドルユニット「さんみゅ〜」の自称妹分として、合成すると同事務所名をもじった「さんみゅ〜じっく」となることから。
メンバーは、さな、まるゆか（ユメマナコ）、Kittan、NACO(旧芸名：マジコーラル奈子）からなる。プロデューサー役として、さかした（新鮮なたまご）が就く。